# Kall (Rhénanie-du-Nord-Westphalie)
Pour les articles ayant des titres homophones, voir CAL et Kal.
Kall est une commune de Rhénanie-du-Nord-Westphalie (Allemagne), située dans l'arrondissement d'Euskirchen, dans le district de Cologne, dans le Landschaftsverband de Rhénanie.
On y trouve l'abbaye de Steinfeld.